# Kultura lewaluaska
Kultura lewaluaska – kultura archeologiczna, której nazwa pochodzi od stanowiska w Levallois na przedmieściach Paryża. Obejmowała tereny północnej Francji oraz południowej Anglii. W kulturze tej upowszechnia się umiejętność kształtowania formy odłupków, odbijanych od specjalnie przygotowanych rdzeni. Polegała na wcześniejszym przygotowaniu koncentrycznymi odbiciami przyszłej odłupni rdzenia, od której oddzielano następnie odłupki pożądanego kształtu, np. trójkątne zwane ostrzami, ewentualnie prostokątne, zwane wiórami lewaluaskimi. Jej upowszechnienie było dziełem neandertalczyków, mimo że w okresie początkowym towarzyszyła preneandertalskim formom pięściaka aszelskiego.